# エーベルスヴァルデ・トロリーバス
エーベルスヴァルデ・トロリーバス（ドイツ語: Oberleitungsbus Eberswalde）は、ドイツの都市・エーベルスヴァルデ市内に存在するトロリーバス。2020年時点でドイツに残存する3つのトロリーバス路線の1つで、バルニマー・バス有限会社（Barnimer Busgesellschaft、BBG）によって運営されている。

## 概要
エーベルスヴァルデで最初に営業運転を実施したトロリーバスは、1901年3月22日にアルセンプラッツ（現：カール＝マルクス＝プラッツ）からエーベルスヴァルデ駅を結ぶ路線であった。だが、当時のトロリーバスの技術が未発達の段階であった事から僅か数ヶ月で営業運転を中止する事態となり、車両や施設はデンマークへ譲渡された。
その後、1910年代に市営の発電所が完成したのを機にエーベルスヴァルデに路面電車を建設する計画が立ち上がったものの、増加する需要に対応できない可能性が指摘され、最終的にトロリーバスを再度導入する事が決定し、1940年11月3日から営業運転を開始した。その後、利用客の増加に対応するため1942年から東ドイツ時代の1985年まではトレーラーを連結する運用も存在したが、同年に営業運転を開始した連節バスへ置き換えられ姿を消している。

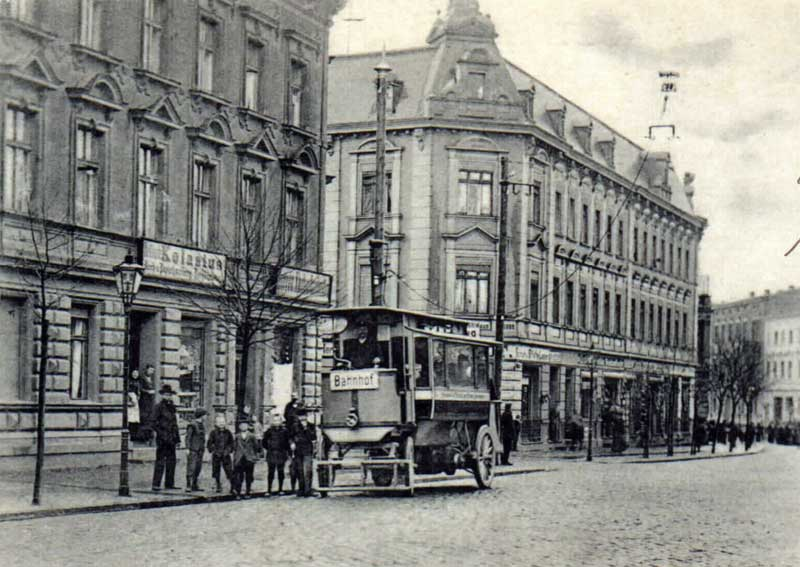
1901年に開通したトロリーバスは短命に終わった
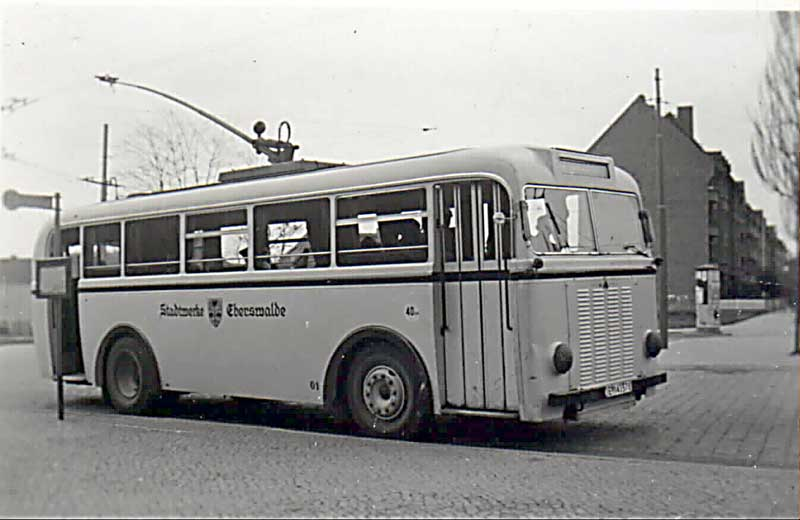
再開業時に導入された車両（MPE-1）（1940年撮影）

2021年現在、エーベルスヴァルデ・トロリーバスは以下の2系統で運行している。
| 系統番号 | 経路                                                | 備考・参考 |
| -------- | --------------------------------------------------- | ---------- |
| 861      | Nordend - Brandenburgisches Viertel - Kleiner Stern | [ 6 ]      |
| 862      | Ostend - Brandenburgisches Viertel - Kleiner Stern  | [ 7 ]      |

## 車両

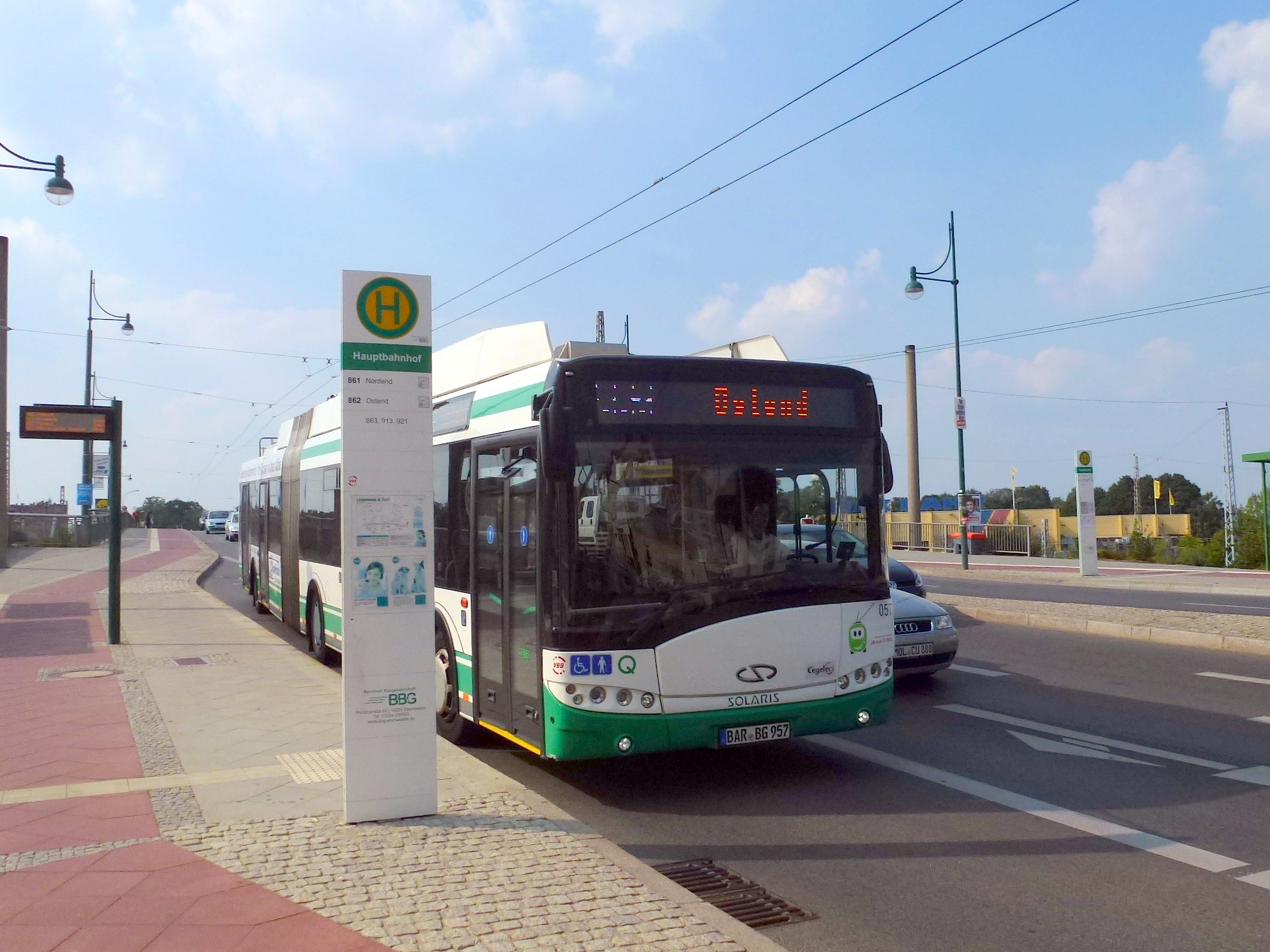
トロリーノ18（2013年撮影）

2024年現在、エーベルスヴァルデ・トロリーバスではソラリス / セゲレック（SOLARIS / CEGELEC）が展開するノンステップ連節バスのトロリーノ18が使用されている。これらは架線からの集電に加えて内蔵されているリチウムイオン充電池に蓄えられた電力でも走行出来る構造になっており、架線が存在しない区間（架線レス区間）でも温室効果ガスを排出すること無く営業運転が可能である。2010年から2012年に12両が導入された後、2023年にもトロリーバス車両の運用区間拡大に合わせて2両が増備されている。
この車両以前に使用されていた歴代の車両の一部についてはベルリン歴史交通保存協会（Denkmalpflege-Verein Nahverkehr Berlin e.V.）による動態保存が実施されている。また、引退後他都市へ譲渡された車両も多く、トロリーノ18導入以前に使用されていたノンストップ連接バス「MAN NGE 152」については2011年から2012年にかけてハンガリーのブダペスト（ブダペスト・トロリーバス）へ譲渡されている。

過去の車両
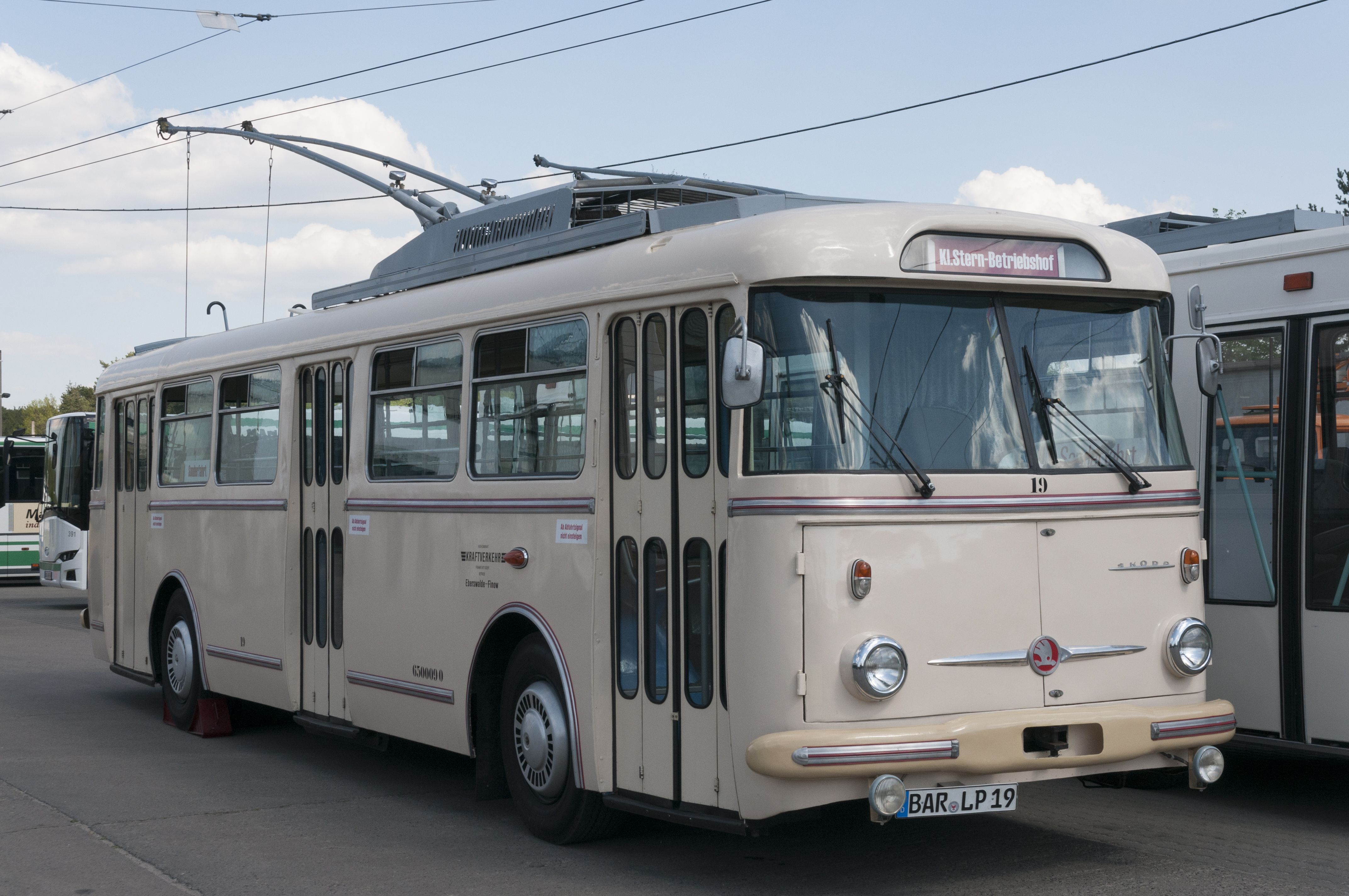
シュコダ 9Tr （2016年撮影）
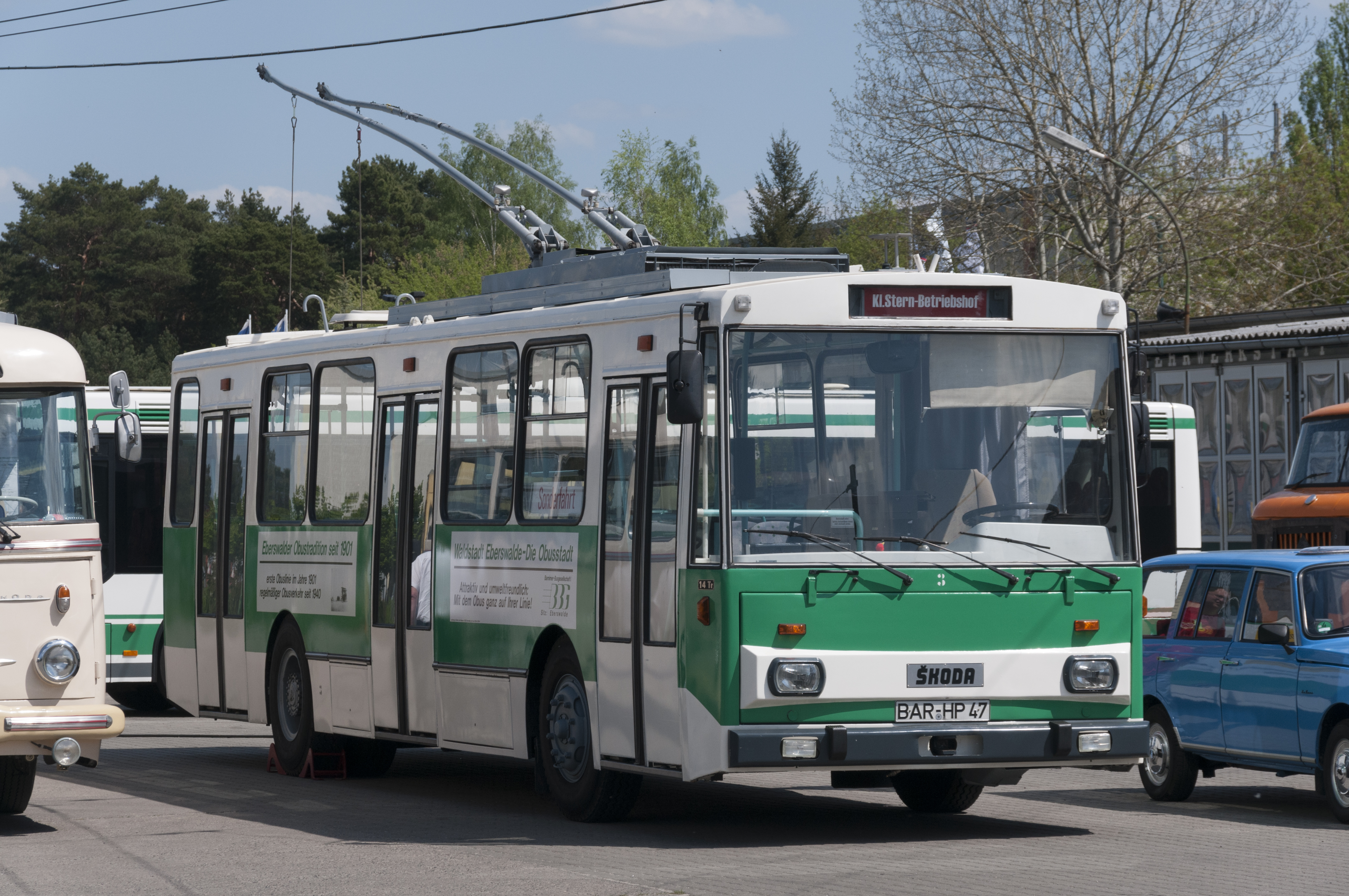
シュコダ 14Tr （2016年撮影）
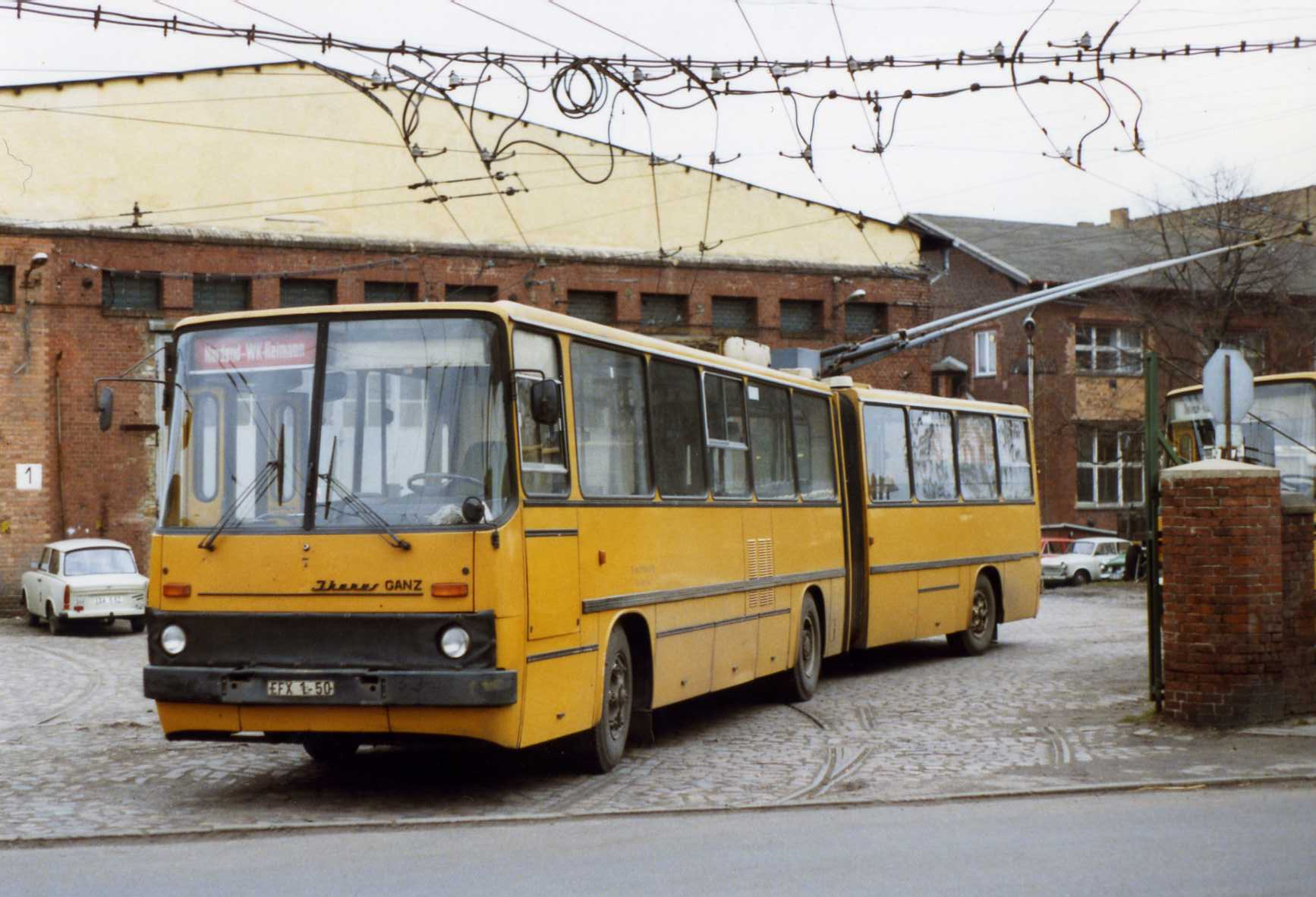
イカルス/ガンツ 280.93 （1990年撮影）
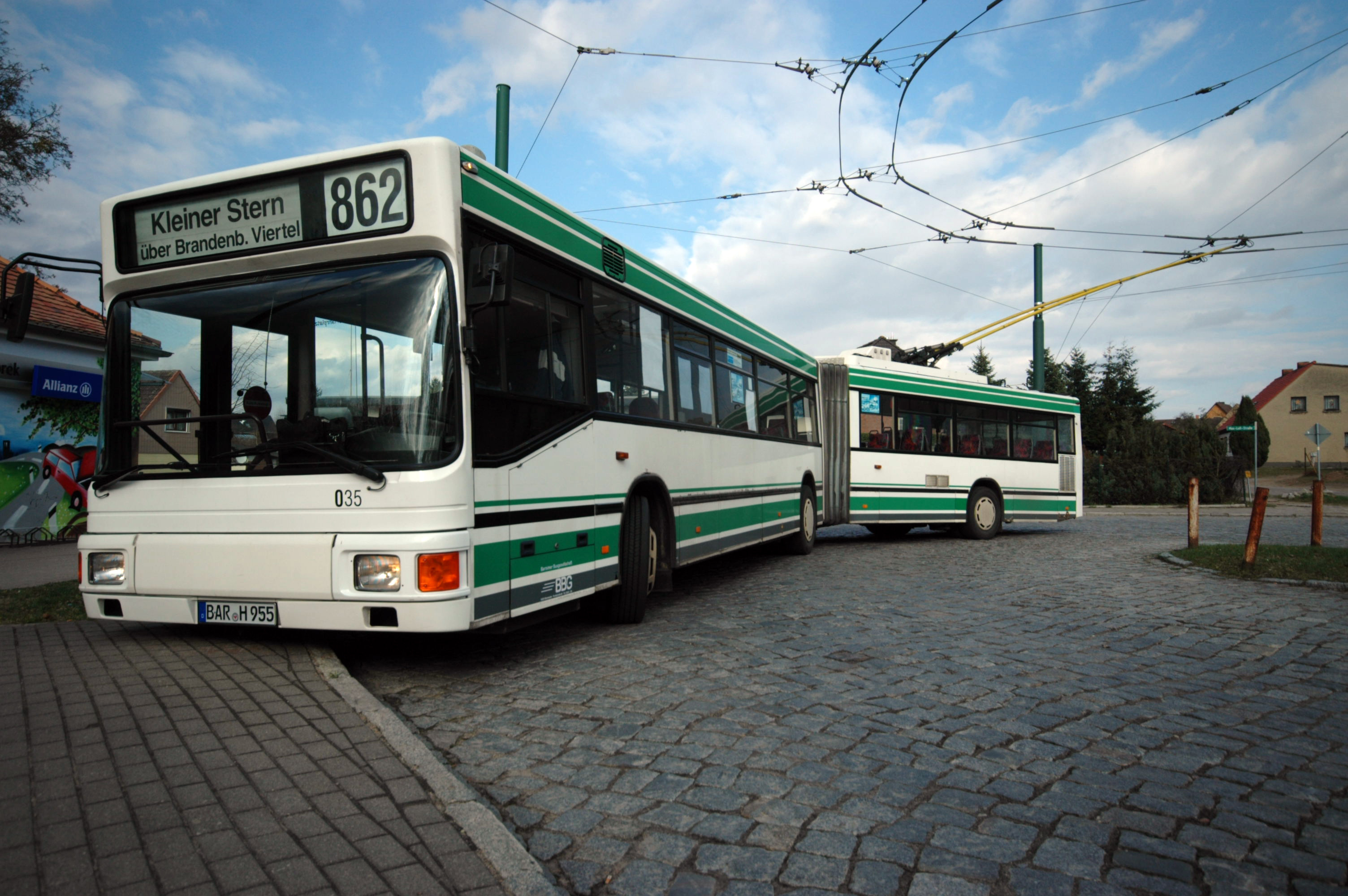
MAN NGE 152 （2011年撮影）